# پرژ بوشناغیان
پرژ سرگئی بوشناغیان (ارمنی: Պերճ Սերգեյի Բոշնաղյան؛ زادهٔ ۱ سپتامبر ۱۹۲۰ - درگذشته ۵ ژانویهٔ ۲۰۰۴) یک مهندس، زمین‌شناس، استاد دانشگاه و سیاستمدار اهل ارمنستان بود که از تاریخ ۱۹۹۹ تا تاریخ ۲۰۰۳ سمت نمایندگی دوره دوم مجلس ملی جمهوری ارمنستان را برعهده داشت.

## زندگی‌نامه
در ۱ سپتامبر ۱۹۲۰ در گاوار به دنیا آمد و از دانشگاه دولتی ایروان فارغ‌التحصیل شد. وی همچنین برنده نشان پرچم سرخ کار، نشان پرچم سرخ، نشان جنگ میهنی درجه یک زمین‌شناس شایسته ارمنستان شوروی شده‌است. وی در ۵ ژانویهٔ ۲۰۰۴ در سن ۸۳ سالگی در ایروان درگذشت

## نگارخانه

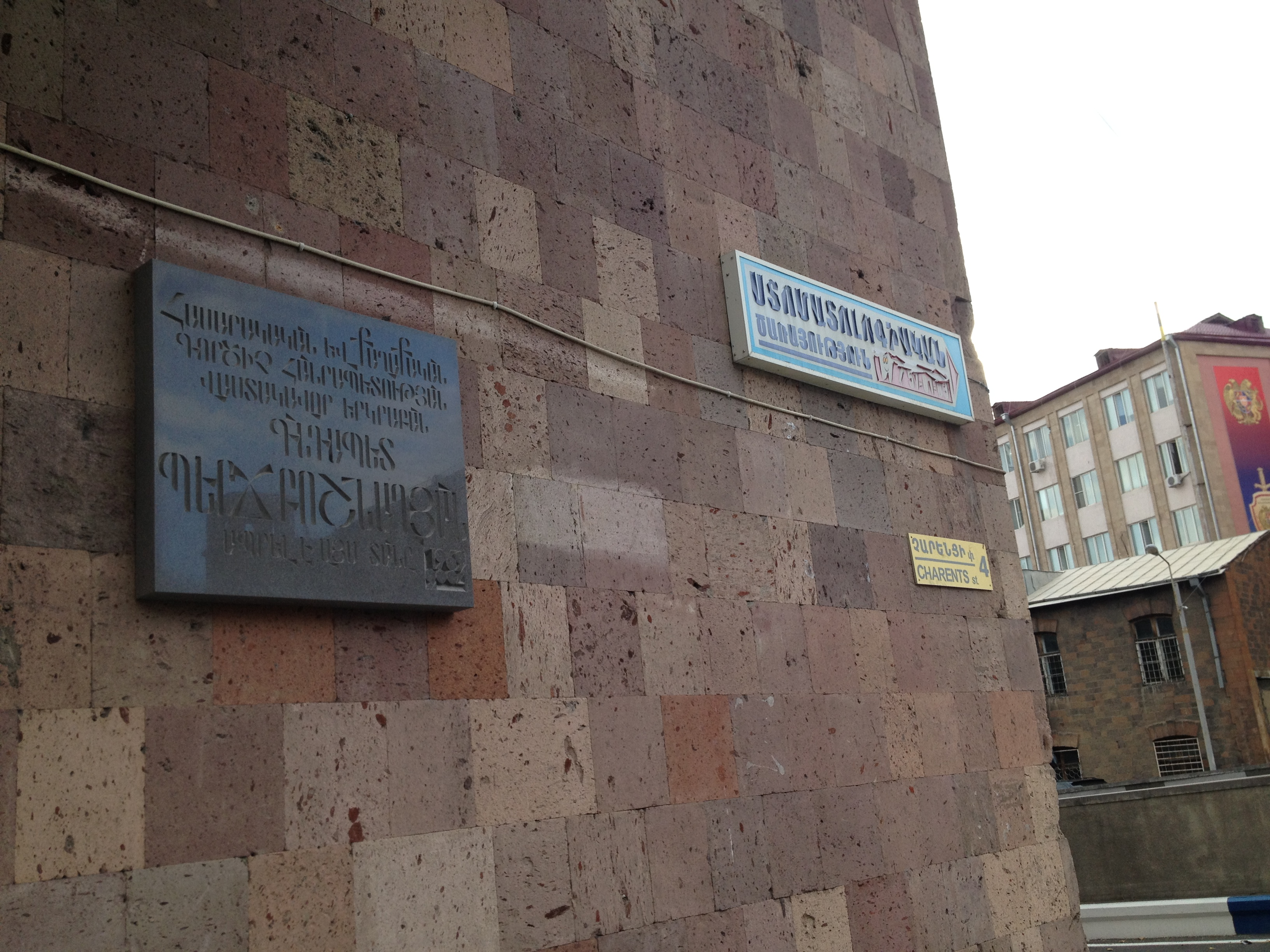